# Mindaugas Mikaila
Mindaugas Mikaila (ur. 16 marca 1957 w Pikelionys w rejonie preńskim) – litewski inżynier, urzędnik państwowy, menedżer i polityk, minister pracy i opieki socjalnej w latach 1994–1996, od 2003 do 2009 dyrektor zarządu Państwowego Funduszu Ubezpieczeń Społecznych.

## Życiorys
W 1980 uzyskał dyplom inżyniera w Wileńskim Instytucie Inżynierii Budownictwa.
Po ukończeniu studiów przez kilka lat pracował w sztabie republikańskich brygad studenckich. W latach 1987–1990 był starszym referentem w Kancelarii Rady Ministrów Litewskiej SRR. Od 1990 był zatrudniony w Ministerstwie Opieki Socjalnej: do 1993 jako zastępca naczelnika wydziału, a w latach 1993–1994 jako zastępca ministra. 19 maja 1994 objął kierownictwo resortu (od 12 lipca 1994 pod nazwą Ministerstwo Pracy i Opieki Socjalnej) jako członek gabinetu Adolfasa Šleževičiusa, a następnie Laurynasa Stankevičiusa. Funkcję ministra sprawował do czasu zakończenia działalności przez ten gabinet po wyborach w 1996.
W 1997 kierował spółką Alpena, a następnie był głównym konsultantem w firmie doradczej Sėnoja. W 1999 powrócił do pracy w administracji publicznej obejmując funkcję dyrektora centrum naukowo-badawczego ubezpieczeń społecznych przy zarządzie Państwowego Funduszu Ubezpieczeń Społecznych. W latach 2001–2002 był dyrektorem departamentu, a w latach 2002–2003 sekretarzem stanu w Ministerstwie Spraw Wewnętrznych.
28 lipca 2003 został powołany na stanowisko dyrektora zarządu Państwowego Funduszu Ubezpieczeń Społecznych. W grudniu 2009 podał się do dymisji. Po rezygnacji pracował jako dyrektor spółki poligraficznej Grafija oraz dyrektor instytucji kredytowej.